# 売国 (小説)
『売国』（ばいこく）は、真山仁の社会派長編小説である。文藝春秋の「週刊文春」に2013年5月2・9日号から2014年8月7日号まで連載され、大幅に削ったうえでさらに加筆・修正されたのち、作家生活10周年記念の第1弾として2014年10月30日に文藝春秋から刊行された。
2016年9月2日には文春文庫版が発刊された。
2016年10月5日にテレビ東京系でテレビドラマ化された。

## あらすじ
東京地検の検事・冨永真一は、幼児誘拐事件の裁判員裁判での功績が認められて東京地検特捜部に異動の辞令を受ける。そんな頃、大学の同窓会で幼馴染の左門と会い、東京での再会の約束をするが、左門はそのまま失踪する。
東京地検特捜部に登庁した真一は、政界や官僚の不祥事を立件する特殊・直告班に配属され、今年度中に国会議員を1人逮捕しろと言われ驚愕する。翌日から、大物政治家の闇献金疑惑に関する脱税の裏金リストだと疑われる手帳の解読を担当することになる。手帳の持ち主の妻・本郷登紀子を聴取するが、亡き祖母によく似た強情な性格に手こずり、実家の父の助けを借りることにする。

## 登場人物

### 検察庁
冨永真一（とみなが しんいち）
東京地方検察庁公判部検事 → 東京地検特捜部
同志社大学法学部卒。2年浪人の後、2001年、司法試験合格。2003年、検事。
実家は老舗京菓子司「冨永」。
藤山あゆみ（ふじやま あゆみ）
真一の同期で、東京地検特捜部に真一と同時に異動になった。
五十嵐鉄夫（いがらし てつお）
公判部立会事務官。真一を補佐する。
岩下希美（いわした のぞみ）
東京地検特捜部部長。
羽瀬喜一（はせ きいち）
東京地検特捜部副部長。
小松一平（こまつ いっぺい）
最高検察庁・次長検事。

### 冨永の家族
冨永一雄（とみなが かずお）
真一の父。老舗京菓子司「冨永」の当主で菓子職人。
冨永智美（とみなが ともみ）
真一の妻。

### 宇宙航空研究センター
八反田遙（はったんだ はるか）
鹿児島大学航空宇宙工学研究所 → 宇宙航空研究センター
寺島光太郎（てらじま こうたろう）
宇宙航空研究センター教授。
門田（もんた）
博士課程1年生で寺島研究所所属。

### その他
近藤左門（こんどう さもん）
真一の幼馴染み。老舗のお茶屋の御曹司。同志社大学法学部卒後、文部省の高級官僚。
本郷登紀子（ほんごう ときこ）
脱税容疑で告発され自殺した、本郷土木の会長・本郷五郎の妻。
中江信綱（なかえ のぶつな）
官房長官。
鷹取章（たかとり あきら）
橘の私設秘書。
橘洋平（たちばな ようへい）
元副総理。

## 書誌情報
- 単行本：文藝春秋、2014年10月30日、ISBN 978-4-16-390142-8
- 文庫本：文春文庫、2016年9月2日、ISBN 978-4-16-790694-8

## テレビドラマ
『巨悪は眠らせない 特捜検事の逆襲』（きょあくはねむらせない とくそうけんじのぎゃくしゅう）のタイトルで、2016年10月5日21時 - 23時8分にテレビ東京系で放送された。主演は玉木宏。テレビ東京の本社が六本木に移転を記念したプロジェクト「六本木3丁目移転プロジェクト」の特別企画ドラマスペシャルとして制作された。
2017年10月4日に、続編となる『巨悪は眠らせない 特捜検事の標的』が放送された。

### キャスト
- 冨永真一：玉木宏
- 八反田遙：相武紗季
- 五十嵐鉄夫：萩原聖人
- 岩下希美：羽田美智子
- 前原賢三：堀部圭亮
- 比嘉雄介：山田純大
- 中西春男：手塚とおる
- 大神信介：菅田俊
- 関岡稔：牧田哲也
- 中田修治：武田航平
- 鷹取章：東幹久
- 藤山あゆみ：滝沢沙織
- 天野義弘：松澤一之
- 小松一平：田中健
- 若田修平：大鷹明良
- 戸部文良：伊藤正之
- 寺島光太郎：勝村政信
- 近藤左門：鈴木浩介
- 本郷登紀子：草笛光子
- 冨永一雄：田村亮
- 中江信綱：西村雅彦
- 羽瀬喜一：奥田瑛二
- 橘洋平：仲代達矢
- 関口アナム、平井真軌、嶋尾康史、進藤健太郎、管勇毅 ほか

### スタッフ
- 原作：真山仁『売国』（文春文庫刊）
- 脚本：金子ありさ
- 監督：若松節朗
- 音楽：住友紀人
- 検察・法律監修：高井康行、平尾覚
- ロケ協力：群馬県フィルムコミッション、ぐんまフィルムコミッション、つくばフィルムコミッション、宇都宮観光コンベンション協会、前橋観光コンベンション協会、東京ロケーションボックス ほか
- 映像協力：バンダイビジュアル
- CG：マリンポスト
- 技術協力 - フォーチュン
- 照明協力 - Kカンパニー
- 美術協力 - アックス、東京美工
- ポスプロ - アムレック、三友
- 協力：宇宙航空研究開発機構
- プロデューサー：田淵俊彦（テレビ東京）、藤尾隆（テレパック）、石井満梨奈（テレパック）
- 企画協力：アオイコーポレーション
- 制作協力：テレパック
- 製作著作：テレビ東京